# Daniela Zini
Daniela Zini (* 30. Mai 1959 in Livigno) ist eine ehemalige italienische Skirennläuferin. Sie gewann zwei Slalomrennen im Weltcup und in dieser Disziplin die Bronzemedaille bei den Weltmeisterschaften 1982.

## Biografie
Zini startete von 1979 bis 1986 im Skiweltcup, feierte zwei Slalomsiege und erreichte elfmal das Podest. In der Saison 1980/81 wurde sie Dritte im Slalomweltcup.
Bei den Weltmeisterschaften 1978 war ihr bestes Resultat der elfte Rang im Slalom. Vier Jahre später gewann sie bei den Weltmeisterschaften 1982 in Schladming hinter Erika Hess (SUI) und Christin Cooper (USA) die Bronzemedaille im Slalom. In Bormio 1985 war sie ebenfalls am Start, schied aber im zweiten Slalomdurchgang aus.
Zini nahm zweimal an Olympischen Spielen teil: 1980 wurde sie in Lake Placid Siebente im Slalom, 1984 in Sarajevo belegte sie die Plätze neun im Slalom und 25 im Riesenslalom. Von 1980 bis 1984 gewann sie sechs italienische Meistertitel.

## Erfolge

### Olympische Spiele
- Lake Placid 1980: 7. Slalom
- Sarajevo 1984: 9. Slalom, 25. Riesenslalom

### Weltmeisterschaften
- Garmisch-Partenkirchen 1978: 11. Slalom, 34. Riesenslalom
- Schladming 1982: 3. Slalom, 7. Riesenslalom, 8. Kombination

### Weltcup
- Insgesamt 11 Podestplätze, davon 2 Siege:

| Datum           | Ort             | Land             | Disziplin |
| --------------- | --------------- | ---------------- | --------- |
| 9. März 1980    | Vysoké Tatry    | Tschechoslowakei | Slalom    |
| 23. Januar 1984 | Limone Piemonte | Italien          | Slalom    |

### Italienische Meisterschaften
Daniela Zini ist sechsfache italienische Meisterin:
- Slalom (3): 1980, 1981, 1982
- Riesenslalom (2): 1982, 1984
- Kombination (1): 1982